# Sephilus formosanus
Sephilus formosanus – gatunek chrząszcza z rodziny sprężykowatych.
Owad osiąga długość 11,5-12 mm.
Jest to czerwonobrązowy chrząszcz o ciemnobrązowych głowie i przedtułowiu oraz umiarkowanie długim, gęstym owłosieniu o białawożółtej barwie.
Cechuje się on łódkowatym, wypukłym czołem, którego długość i szerokość są podobne. Jego przedni brzeg określa się jako wydatny, szeroki i zaokrąglony. Ząbkowane czułki składają się z 11 segmentów. Podstawa ma wielkość oka, drugi segment jest okrągły, trzeci zaś, o wydłużonym kształcie, jest krótszy od następnego. Ostatni jest zwężony u koniuszka. Labrum o długich setach przyjmuje kształt taśmowaty, wąski. Żuwaczki są szerokie. krótkie pośrodkowe sety tworzą penicillius. Postmentum pokrywają sety: tylko dwie długie, reszta zaś osiąga umiarkowaną długość. Przednie skrzydła umiarkowanie wypukłe, zwężone w dystalnej ⅓. Samiec posiada wydłużony Aedagus (o krótkiej części podstawnej).
Na goleniach widnieją niewielkie ostrogi. Scutellum jest wydłużone, posiada tylny brzeg zaokrąglony, a boczne karbowane.
Badany materiał pochodził z Tajwanu.